# Esparragosa de la Serena
Esparragosa de la Serena település Spanyolországban, Badajoz tartományban. Esparragosa de la Serena Zalamea de la Serena, Malpartida de la Serena és Castuera községekkel határos. Lakosainak száma 933 fő (2024).

## Népesség
A település népessége az utóbbi években az alábbiak szerint változott:
| Lakosok száma | 1125 | 1121 | 1113 | 1088 | 1065 | 1058 | 1043 | 1019 | 994  | 933  |
|               | 2001 | 2004 | 2006 | 2009 | 2011 | 2014 | 2016 | 2019 | 2021 | 2024 |